# Il pranzo di Babette (film)
Il pranzo di Babette (Babettes gæstebud) è un film del 1987 scritto e diretto da Gabriel Axel, tratto dall'omonimo racconto di Karen Blixen.
Il film è stato presentato nella sezione Un Certain Regard al 40º Festival di Cannes, ottenendo la menzione speciale della giuria ecumenica, e ha vinto l'Oscar al miglior film straniero nel 1988.

## Trama
Nella seconda metà dell'Ottocento, in un piccolo villaggio della Danimarca, vivono due anziane sorelle nubili, Martina e Philippa. Figlie di un pastore protestante, il Decano, guida spirituale del posto, sono state battezzate con i loro nomi in onore di Martin Lutero e Filippo Melantone, hanno rifiutato le proposte amorose ricevute da giovani (complice anche l'atteggiamento austero ed intransigente del padre) e, dopo la morte del Decano, hanno ereditato la direzione della locale comunità religiosa, continuando a vivere una vita semplice e frugale e ad aiutare i compaesani in difficoltà. Una sera si presenta alla loro porta, stremata, la parigina Babette Hersant, cattolica sfuggita alla repressione della Comune di Parigi, durante la quale il generale Galliffet le ha fatto uccidere figlio e marito. Babette viene accolta dalle sorelle in quanto raccomandata da una lettera di Achille Papin, un famoso cantante lirico francese che è stato un corteggiatore di Philippa nonché suo maestro di canto (lei aveva però voluto interrompere le lezioni dopo che lui si era permesso di baciarla), e si guadagna l'ospitalità lavorando come governante gratuitamente e contribuendo all'attività di beneficenza.
Dopo quattordici anni Babette, ormai completamente inserita nella piccola comunità del villaggio, riceve una vincita di diecimila franchi d'oro alla lotteria. Tutti pensano che Babette userà la grossa somma per tornare in Francia, invece lei chiede di poter cucinare un pranzo francese in memoria del Decano, nel centenario della sua nascita. Martina e Philippa, che intendevano comunque organizzare piccoli festeggiamenti per la ricorrenza, sono lusingate, tuttavia vedono il banchetto come una minaccia alla loro vita tranquilla, ed acconsentono ottenendo la promessa di non proferire parola sul cibo dagli abitanti del villaggio, tra i quali da un certo tempo regnano numerosi dissapori. I dodici invitati arrivano e con loro il generale svedese Lorens Lowenhielm, che in gioventù è stato innamorato di Martina e capisce subito che quello sarà un pranzo speciale.
Affascinati dall'inaspettata bontà del cibo, dall'atmosfera e dall'amore con cui i piatti sono stati cucinati da Babette, tutti diventano gioviali e felici. Mentre i ricordi riaffiorano, arrivano le splendide quaglie en sarcophage, portata principale del pranzo. Il generale racconta di quando gli capitò di pranzare al Café Anglais di Parigi, dove cucinava una chef che riusciva, con la sua arte sublime, a trasformare un banchetto «in una avventura amorosa», e dice che i piatti del pranzo gli ricordano molto quelli che venivano serviti in tale locale. I commensali, abituati a vivere vite prive di piaceri, sono letteralmente sedotti ed inebriati dal pranzo che Babette ha voluto organizzare per poter nuovamente esprimere il suo talento di artista. Il generale, durante il brindisi, dice che a quel pranzo «rettitudine e felicità si sono baciate», riprendendo le parole che il Decano aveva pronunciato in sua presenza molti anni prima. Pur evitando ogni commento sulle vivande, come promesso, ed eludendo i commenti entusiasti del generale, alla fine i paesani hanno ritrovato la serenità per superare le discordie, al punto di arrivare a danzare tutti insieme tenendosi per mano sotto il cielo stellato. 
A pranzo concluso, Babette rivela a Martina e Philippa di essere la famosa cuoca del Café Anglais e di aver speso tutto il suo denaro per procurarsi gli ingredienti, le bevande, i cristalli e le stoviglie. La protagonista rimane quindi in Danimarca al servizio delle due donne, nuovamente squattrinata ma soddisfatta per aver reso felice la gente del posto, perché, come lei stessa dichiara quando tutti gli invitati sono andati via ignari della sua reale identità, «un artista non è mai povero».

## Accoglienza
Philippe Elhem sulla rivista canadese 24 images valuta Il pranzo di Babette come un gran film «d'amour et d'humour» in perfetta simbiosi. L'Humour di riprese ironicamente seriose, rinforzate dalla voce fuori campo, amour di Uomini quando ritrovano il meglio di sé stessi nel corso di una cerimonia pagana che maliziosamente rimanda all'Ultima Cena (sono in dodici a tavola e Gesù è ai fornelli).  Lo stesso critico, citando il n. 405 dei Cahiers du cinema, che ha visto nel festino un simbolismo religioso, ironizza su questa interpretazione scrivendo nella nota di aver conosciuto la stessa rivista francese un po' più accorta in materia.

## Il pranzo

### Menù
- Brodo di tartaruga[4][5][6]
- Bliny Demidov
- Quaglie en sarcophage
- Insalata mista
- Formaggi misti
- Savarin
- Frutta mista
- Caffè con tartufi al rum
- Friandises: pinolate, frollini, amaretti

### Vini
- Amontillado bianco ambra
- Gran Cru Clos de Vougeot del 1846
- Champagne Veuve Clicquot del 1860
- Vieux Marc de Champagne

## Riconoscimenti
- 1988 - Premio Oscar
  - Miglior film straniero (Danimarca)
- 1989 - Golden Globe
  - Nomination Miglior film straniero (Danimarca)
- 1989 - Premio BAFTA
  - Miglior film straniero (Danimarca)
  - Nomination Miglior film
  - Nomination Miglior regista a Gabriel Axel
  - Nomination Miglior attrice protagonista a Stéphane Audran
  - Nomination Migliore sceneggiatura non originale a Gabriel Axel
  - Nomination Migliore fotografia a Henning Kristiansen
- 1987 - Festival di Cannes
  - Menzione speciale della giuria ecumenica a Gabriel Axel
  - Nomination Un Certain Regard a Gabriel Axel
- 1988 - Premio Robert
  - Miglior attrice protagonista a Stéphane Audran
- 1988 - Nastro d'argento
  - Migliore attrice straniera a Stéphane Audran
- 1989 - Kansas City Film Critics Circle Awards
  - Miglior film straniero (Danimarca)